# Малина, Василий Прокофьевич
Василий Прокофьевич Малина — советский хозяйственный деятель, Герой Социалистического Труда.

## Биография
Родился в 1924 году в селе Басовка Роменского уезда. Член КПСС.
С 1941 года — на хозяйственной работе. В 1941—1993 гг. — слесарь в механическом цехе, слесарь-сборщик на Государственном авиационном заводе № 1 Наркомата авиационной промышленности СССР, бригадир сборщиков завода «Прогресс» Министерства общего машиностроения СССР.
Указом Президиума Верховного Совета СССР от 26 июля 1966 года присвоено звание Героя Социалистического Труда с вручением ордена Ленина и золотой медали «Серп и Молот».
Умер в Самаре в 1996 году.